# Neptis imitans
Neptis imitans är en fjärilsart som beskrevs av Charles Oberthür 1897. Neptis imitans ingår i släktet Neptis och familjen praktfjärilar. Inga underarter finns listade i Catalogue of Life.